# Medgyes
Medgyes (románul Mediaș, németül Mediasch, szászul Medwisch vagy Medwesch) megyei jogú város Romániában, Erdélyben, Szeben megyében.

## Fekvése
Nagyszebentől 56 km-re északkeletre, a Nagy-Küküllő két partján fekszik, Segesvártól 39 km-re, Balázsfalvától pedig 41 km-re.

## Nevének eredete
Neve a magyar meggy szóból ered – esetleges személynévi áttétellel –, és mai írásmódja a 19. században alakult ki. 1267-ben Mediesy, 1283-ban Medies, 1387-ben Medwisch, 1423-ban Maggyes, 1467-ben Medwes, 1478–80-ban Myttuis, 1501-ben Mytuesz és Mytuesch, 1503-ban Mydwiss, 1589-ben Media, 1601-ben Metwisch alakban írták. Német neve a magyarból, román neve meg abból való.

## Története

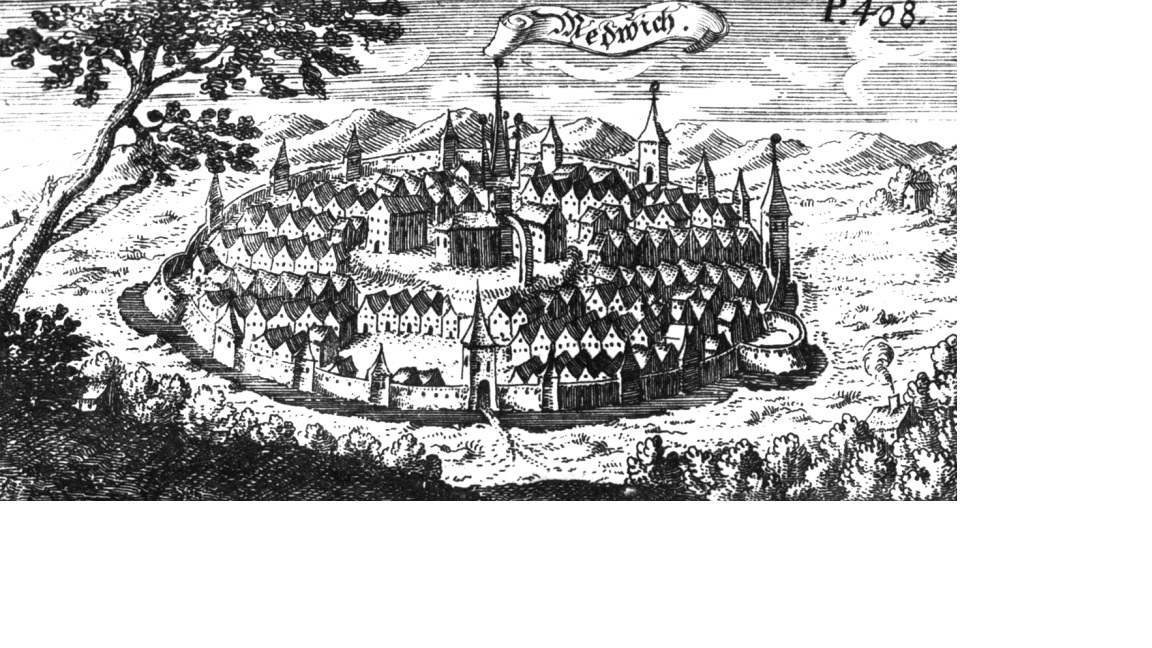
A város rajza 1666-ból

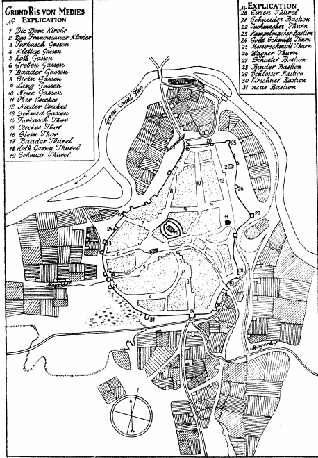
Medgyes térképe 1736-ból

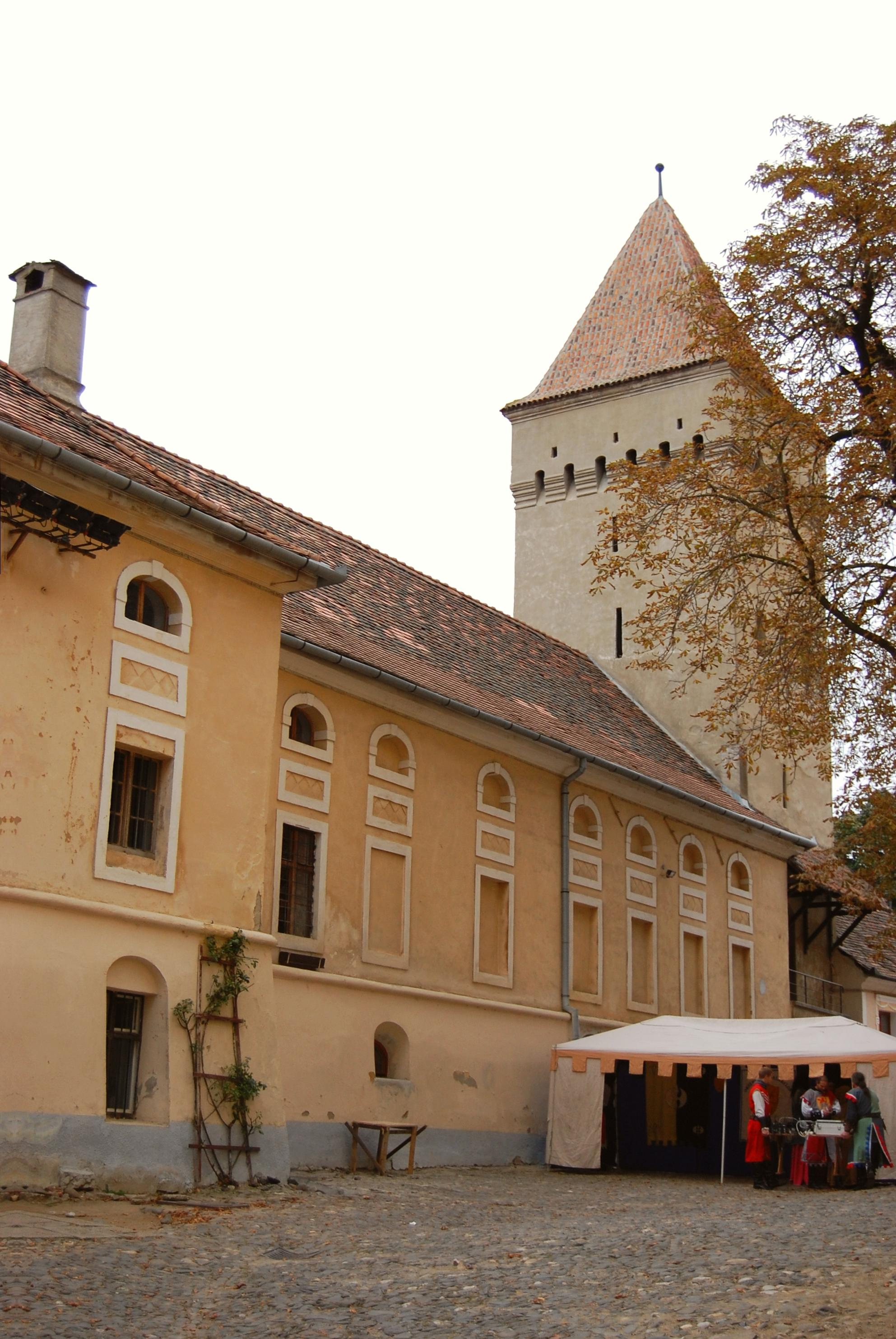
A régi evangélikus iskola épülete a belsővárban

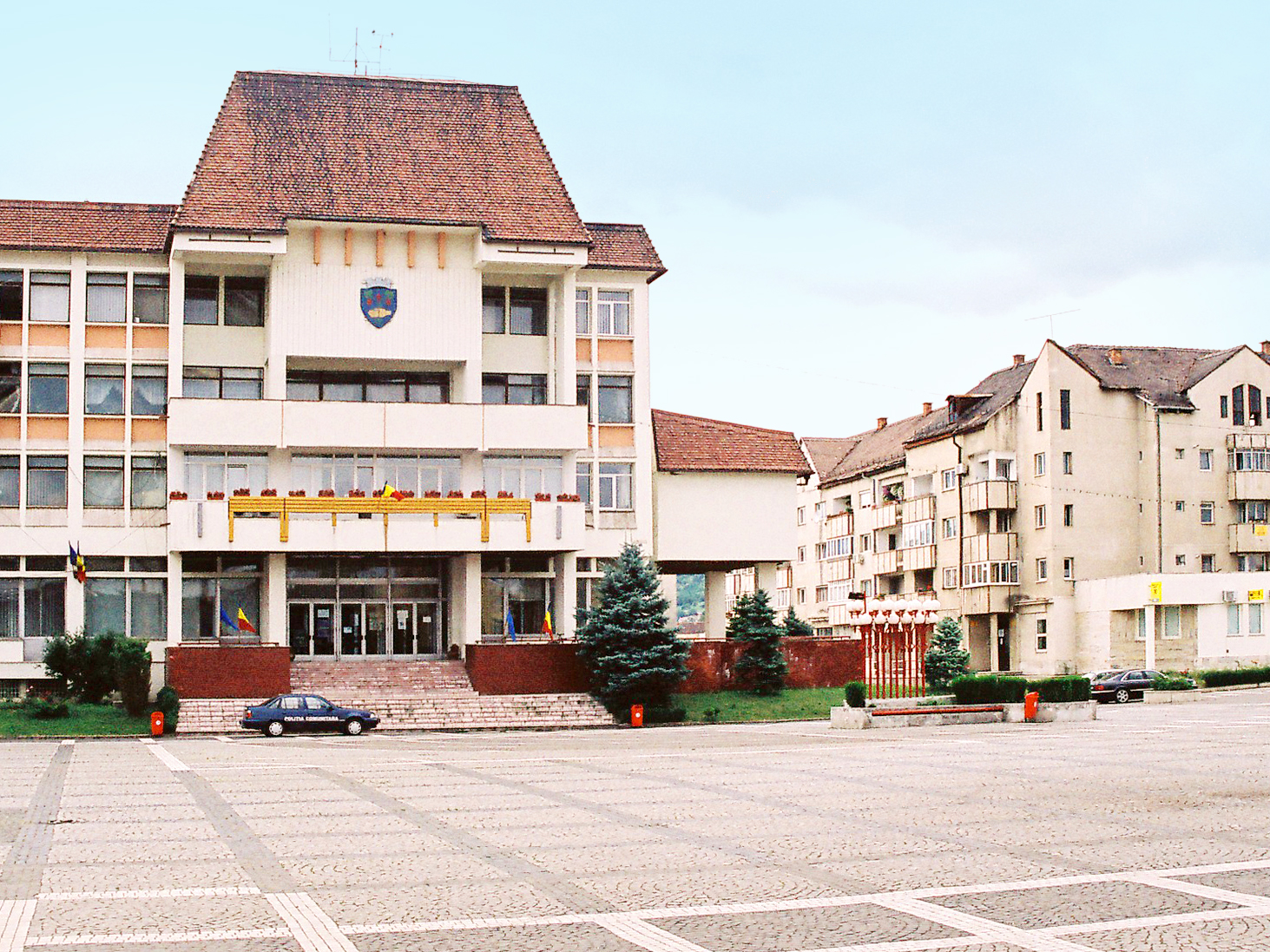
A mai városháza

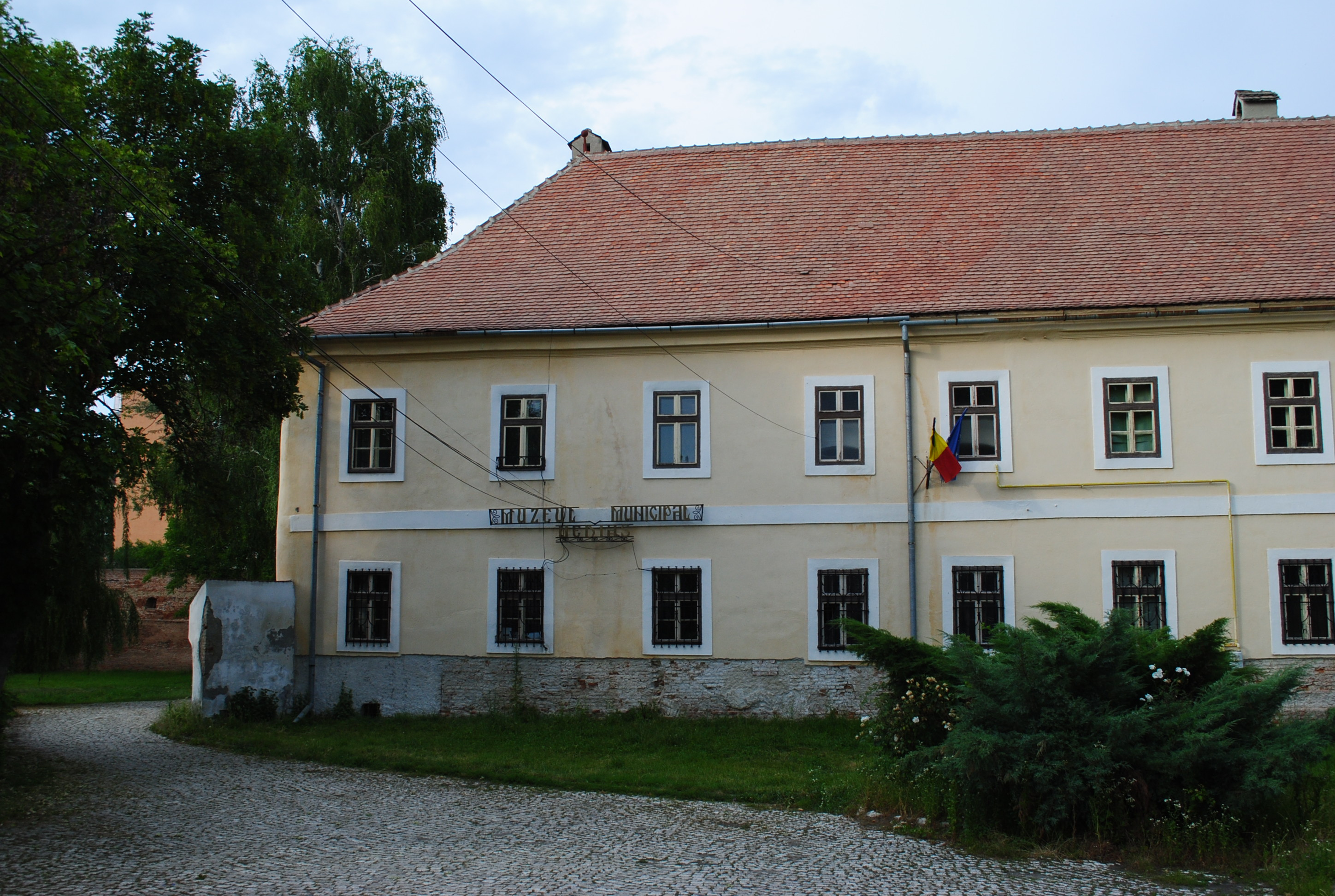
A volt ferences kolostor, ma városi múzeum

Határában a 7–10. századból származó szláv temetőt tártak fel.
A 12. században egy valószínűleg székely lakosságú falu terült el a mai Belsővártól északkeletre, a str. Petru Rareș/Langgasse, a str. Bisericii/Pfarhofgasse és a Mihai Viteazul/Zekesch utca környékén. Temetőjét az evangélikus templom alatt tárták fel. A székelyek később valószínűleg a Székelyföldre települtek. 1267-ben már szászok lakták. 1283-ban dékanátus székhelye volt. Mint vásáros helyről elsőként 1317-ben emlékeztek meg róla. A 16. századig főként oppidumként említették, és 1552-ig Nagyselykkel és Berethalommal versengett. Az 1318-tól adatolható Medgyesszék székhelye volt, plébániai iskolája a 14. századtól működött.
1424-ben két vásár tartására kapott szabadalmat. 1438-ban Mezid bég betörő török csapatai dúlták fel. Templomerődjének várnagyát először 1450-ben említették. 1444-ben ferences kolostor, 1487-ben ispotály működött benne.
Mátyás király 1477-ben 32 zsoldos tartására adott engedélyt a városnak, majd 1490 és 1532 között felépült a városfal, amely a 18. századig a város területi fejlődésének is határt szabott. Ezzel párhuzamosan, 1495-től egyre többször említették civitasként, 1507-től pedig július 13-án éves vásárt is tartott. 1529-ben János király vezére, Kun Kocsárd ostromolta, végül 1530-ban hosszas ostrom után kapitulált. Ide menekült 1534-ben Lodovico Gritti erdélyi kormányzó, de Majláth István, Szapolyai és a havasalföldi vajda Medgyes várát ostromló serege a falakon rést lőve betört, és Majláth parancsára lefejezték. Szapolyai 1537-ben maga elé idézte polgárait, mert akadályozták a brassóiak üzleteit.
1545-ben Medgyesen mondták ki a szászok az ágostai hitvalláshoz való csatlakozásukat. A század közepére korábbi plébániai iskolája szintén evangélikussá lett. 1510-ben háromszáz szász hospes, 38 zsellér, két pásztor és négy szegény családfő lakta családostul.
A város történetében meghatározó jelentőségű volt az 1552-es év. Ekkor I. Ferdinándtól szabad királyi városi kiváltságot kapott, egyben a Kétszék néven egyesített Medgyes- és Nagyselykszék székhelye lett. Lezárult tehát a környékbeli mezővárosokkal vívott gazdasági és presztízsharca, és egyértelműen a Küküllő vidéki, szászok lakta területek, egyben a Küküllő menti borvidék központjává vált. 1566-ban, egy pestisjárvány pusztításai után járt itt Giovanandrea Gromo, János Zsigmond testőrkapitánya. A házak többsége ekkor romosan állt. A legtöbb ház kőből épült, de még sok volt a faépület is. A 16–17. században többször volt erdélyi országgyűlések színhelye.
1576-ban itt, az országgyűlésen kérték fel a lengyelek Báthory Istvánt királyuknak, 1599-ben itt választották fejedelemmé a lemondott Báthory Zsigmond helyett Báthory Andrást és 1605-ben Bocskai Istvánt. 1588-ban az itteni országgyűlés határozta el a jezsuiták száműzését Erdélyből és nagykorúsította János Zsigmondot. 1658. január 9-én az országgyűlés itt fosztotta meg II. Rákóczi Györgyöt fejedelmi trónigényétől, majd január 24-én ismét fejedelemnek ismerte el. 1603-ban Székely Mózes serege pusztította, 1611-ben Forgách Zsigmond vezetésével a császáriak foglalták el, akiket ugyanazon évben Báthory Gábor hadai űztek ki. 1705-ben Forgách Simon ostrommal foglalta el a császáriaktól, majd 1706-ban II. Rákóczi Ferenc tartott benne országgyűlést.
1501-ben hat, 1642-ben 28, 1698-ban 33 céh működött benne. 1750-ben 779 családfője közül 54 volt szűcs, 53 csizmadia, 27 mészáros, 23 szabó, 22 szíjgyártó, 21 kádár és 21 varga. 1629-ben hidat építettek a Nagy-Küküllő felett. Evangélikus gimnáziuma mellett, amely 1637 után bővült gimnáziummá és 1762 után építették ki filozófiai és teológiai osztályát, a piaristák 1741 és 1789 között kis gimnáziumot is működtettek. 1767 és 1810 között falai között üzemelt Johann Sifft nyomdája. A 18. század folyamán szász és román lakossággal lassan létrejöttek a várfalakon kívüli városrészek. A várostól délre 1804–5-ben épült fel kaszárnyája, de már korábban jelentős katonai helyőrség állomásozott benne. 1786-ban, az ún. „koncivilitási rendelet” értelmében a magyarok és a románok is engedélyt kaptak arra, hogy letelepedjenek a belvárosban. Ekkor 4586-an lakták.
Az 1840-es években Szent Margit-napon (evangélikus templomának középkori védőszentje) tartott vására az egyik legjelentősebb volt Erdélyben. Rajta moldvai lovak, gyapjú, sajt, sarló, kénkő, szalmakalapok és székely faedények cseréltek gazdát. Ősszel, Szent Mihálykor nevezetes vászon- és kendervásárt is tartott. 1844-ben a német lett az oktatás nyelve és beindult a jogi képzés az evangélikus gimnáziumban.
A szék követei az 1848 nyarán tartott kolozsvári országgyűlésen, utasításuktól eltérően Erdély és Magyarország uniója mellett szavaztak, és a haragos polgárok nem is választották meg őket a pesti országgyűlésre. Nyáron a városban állomásozott Gedeon tábornok négyezer katonája. Augusztusban a szász ifjúság nagygyűlése, Stephan Ludwig Roth vezetésével levélben üdvözölte a frankfurti birodalmi gyűlést. 1849. január 18-án vonult be Bem főserege. A császáriak ellencsapása után Zsurmay Lipót őrnagy február 9-én visszafoglalta. Február 15-én itt csatlakozott Bemhez Gál Sándor székely hadereje. Március 2-án Czetz verte vissza Puchnernek a város felé törő seregét. Bem március 3-án, szuronycsatát követően hagyta el a várost.
1876-ban a Királyföld megszüntetésével létrehozott Nagy-Küküllő vármegyéhez csatolták. 1871-ben itt létesült a három szász mezőgazdasági iskola (Ackerbauschule), 1873-ban pedig az öt tanonciskola (Gewerbeschule) egyike. 1872-ben, a Kiskapus és Segesvár közötti szakasz megépülésével kapcsolódott be a vasúti közlekedésbe. 1862-ben, majd 1885-ben jött létre magyar kaszinója, 1875-ben pedig zsidó hitközsége. A filoxérajárvány 1887-től jelentős károkat okozott a vidék hagyományos szőlőművelésében.
Medgyes több jelentős szász politikai gyűlés színhelyéül szolgált. 1872-ben itt tartották az ún. „első Sachsentag”-ot. Az ezen megfogalmazott medgyesi program elfogadta a dualizmus alkotmányos keretét, de a Szászföld törvényhatósági szintű önkormányzatának fenntartását és a kisebbségi jogok kiterjesztését követelte. 1893. október 20-án itt bontott zászlót a zöldszász mozgalom, amely a magyar kormányzattal együttműködő feketeszászokkal szemben a radikálisabb kisebbségvédelem, a szász–sváb összefogás és a Németországgal való kapcsolatok fenntartása mellett foglalt állást. 1919. január 8-án a medgyesi szász küldöttgyűlés elfogadta a szászok lakta területek Romániához csatolását, a gyulafehérvári román nagygyűlés határozatainak szellemében.
Gazdasága a 19. század végéig főként a kézművesiparra, a kereskedelemre és a szőlőművelésre épült. 1890-től több szász mészáros hozott létre kisebb szalámi- és felvágottgyártó üzemet (Guggenberger, Fleischer, Binder és Zikeli). Ezek közül Josef Theil 1895-ben alapított és 1898-ban 28 munkást foglalkoztató kis gyára, a mai Salconserv elődje vált a legjelentősebbé. Medgyesen gyártották a Romániába a Vöröstoronyi-szoroson át jutó és ott ezért salam de Sibiuként ('szebeni szalámi' – a mai románban kb. 'téliszalámi') ismert termékek többségét. Samuel Karres 1881-ben alapított tímárműhelye 1914 után bővült komoly bőrgyárrá. Államosítása előtt, 1947-ben ezer munkást foglalkoztatott és ezzel Románia harmadik legnagyobb bőripari vállalata volt. Ugyancsak 1914-ben jött létre Citron és társa bőrgyára. 1917-ben megépült a báznai földgázmezőt a várossal összekötő, 5,5 kilométeres gázvezeték.
Az első világháború után a földgáz mint helyi energiaforrás ipari fellendüléshez vezetett. 1923-ban ide helyezték át az 1915-ben Budapesten alakult Magyar Földgáz Rt. központját, melynek irodaháza 1925-ben, a vasútállomás mellett épült föl. Szintén 1925-ben adták át a cég első nyomásszabályozó állomását. 1912-ben alapította Ambrosi és Czell a borüzemét, 1918-tól működött a Rosenauer-féle csavargyár, 1921-től Peter Westen zománcozottedény-gyára, 1922-ben a Román Kartonszövetipar és Josef Klinger műselyemgyára. 1936-tól a Schembra/Ideal kerékpár- és gyermekkocsigyár. Minden jelentősebb ipari üzeme szászok vagy magyarok tulajdonában volt, de a munkások többségét már 1913-ban is románok alkották. Egy 1943-as statisztika szerint a medgyesi ipari munkások közül 2337 volt román, 1158 szász, 889 magyar, 70 zsidó és 201 más nemzetiségű.
A Csáki testvérek Budapestről 1922-ben Medgyesre telepítették a Vitrometan üveggyárat, amelyhez csehországi német munkásokat toboroztak. A gyár mellett munkáslakótelepet hoztak létre. Az üzemet 1929-ben, német tőkével bővítették, és az 1930-as években mint Délkelet-Európa legnagyobb üveggyára termékei jelentős részét külföldre, a Közel- és a Közép-Keletre, illetve az Egyesült Államokba exportálta. Lámpaburákat, műszaki üveget, illatszeres flakonokat, ólomkristályt gyártott, 1939-ben 1600, 1944-ben kétezer alkalmazottat foglalkoztatott. Amikor a tulajdonos testvérpárt 1949-ben letartóztatták, a gyár több mint ezer munkása írt alá érdekükben kegyelmi kérvényt. A gyár utódja az 1970-es években a romániai termelés egyharmadát adta. Az ipar fellendülése az I. világháború után sok magyar munkást is a városba vonzott, főként a Székelyföldről. A két világháború között a Gabelberg/Dealul Furcilor hegyen katonai repülőtér és pilótaiskola működött.
1944-ben a szászok elveszítették politikai jogaikat, nagy részüket a Szovjetunióba hurcolták kényszermunkára, majd az 1960-as–90-es években döntő többségük Németországba vándorolt ki (a román kommunista kormány komoly fejpénz és vagyonuk hátrahagyása fejében engedte meg). A városban új lakótelepek és kertes családi házas negyedek épültek. 1948-ra, hosszú tervezés után végre megépült a várost Bukaresttel összekötő földgázvezeték. 1968-ban emelték municípium rangjára. 2000-től az RMDSZ még négy képviselővel vett részt a várost irányító testületben és az alpolgármestert is a párt adta, 2008-ban már csak két jelöltje jutott be a képviselőtestületbe.

## Népesség

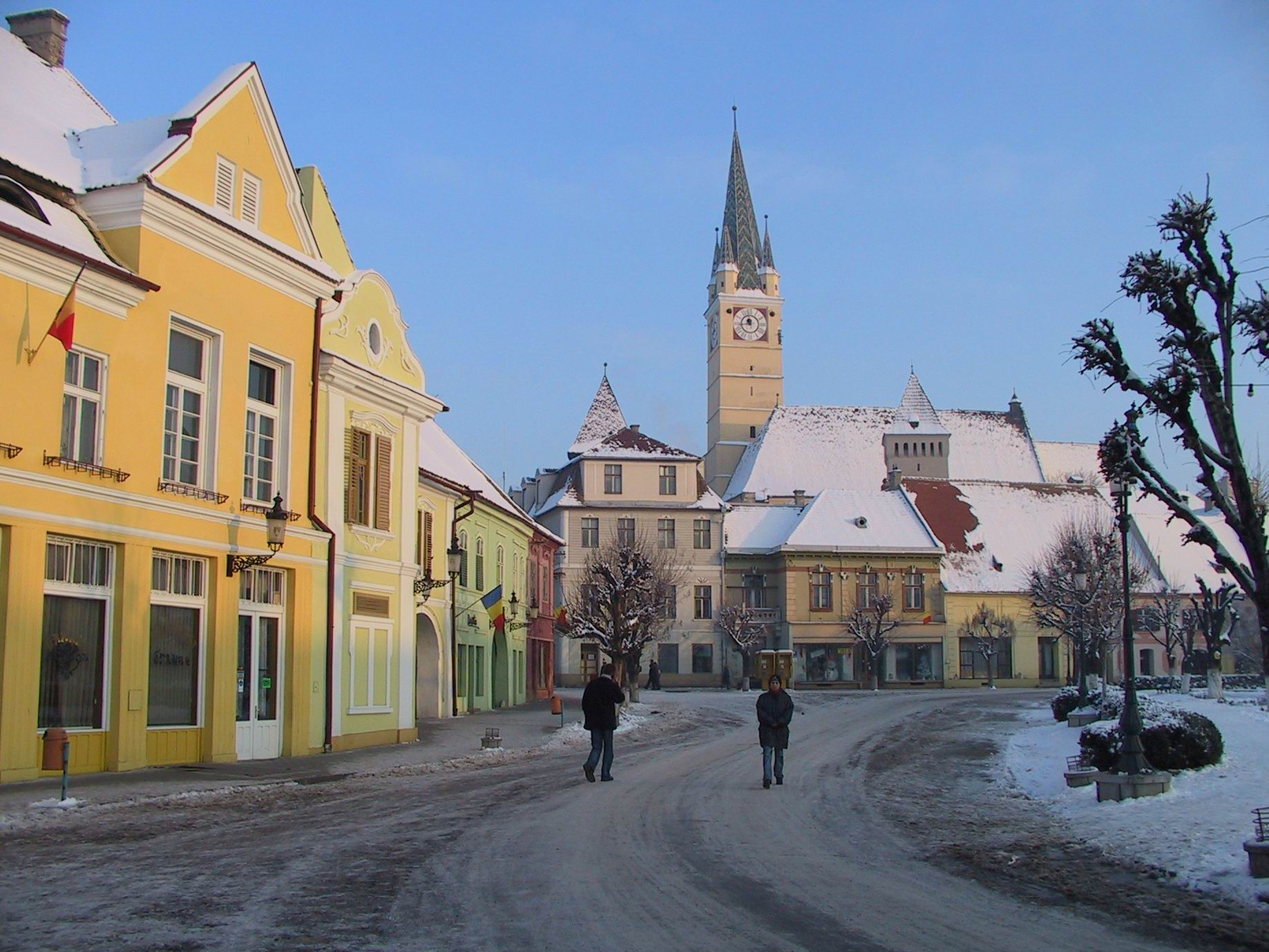
Belváros

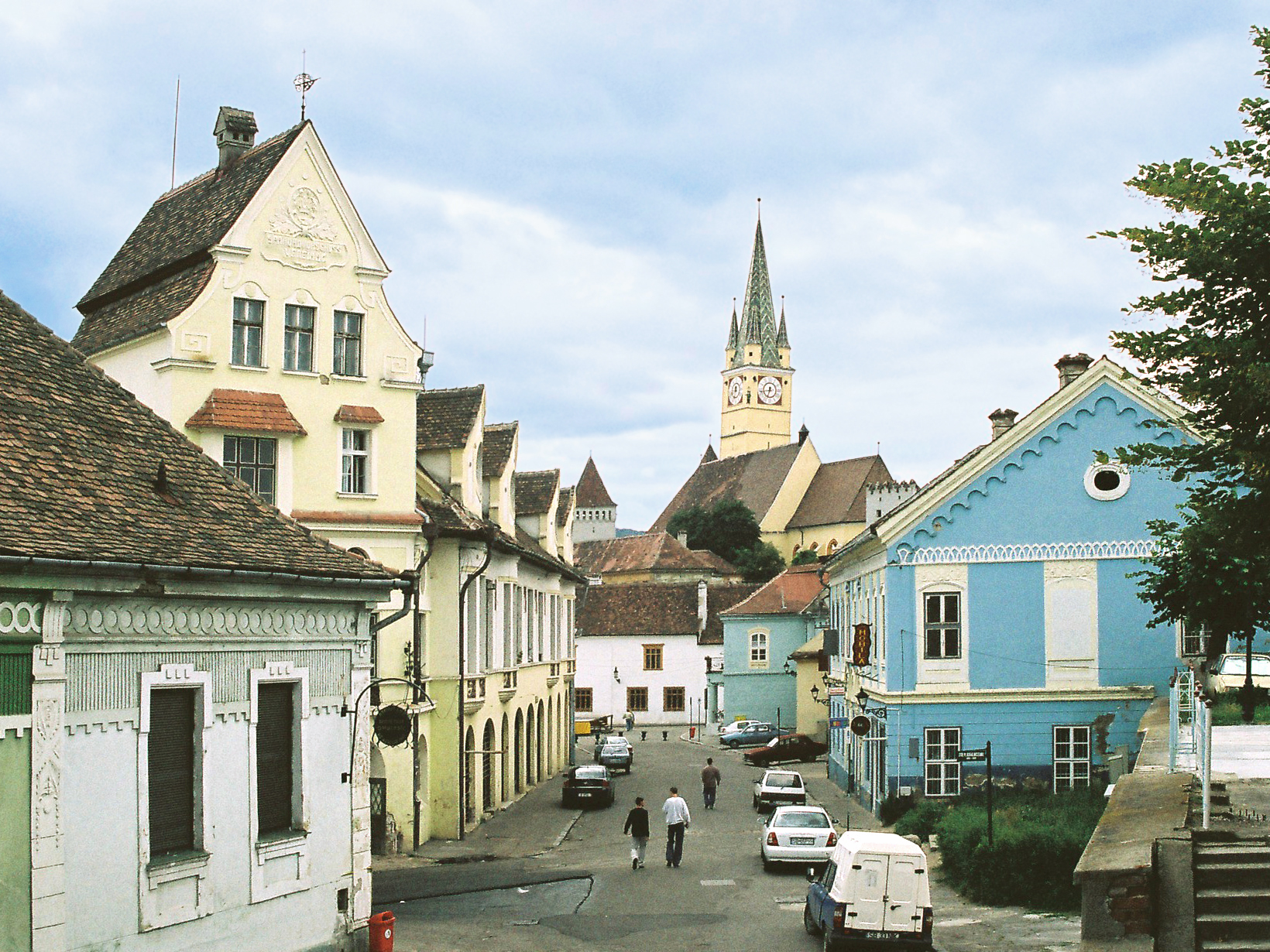
Belváros

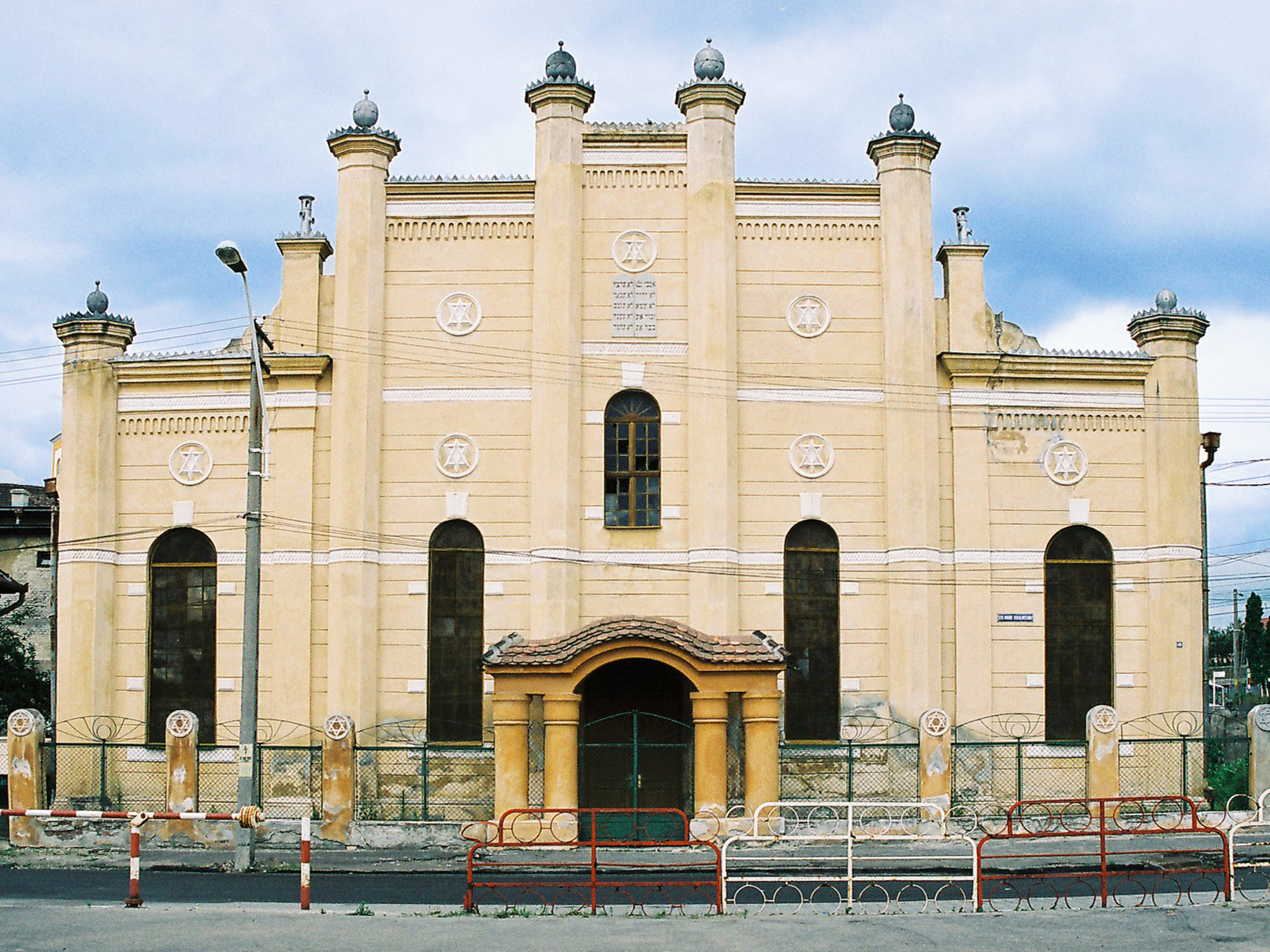
A zsinagóga

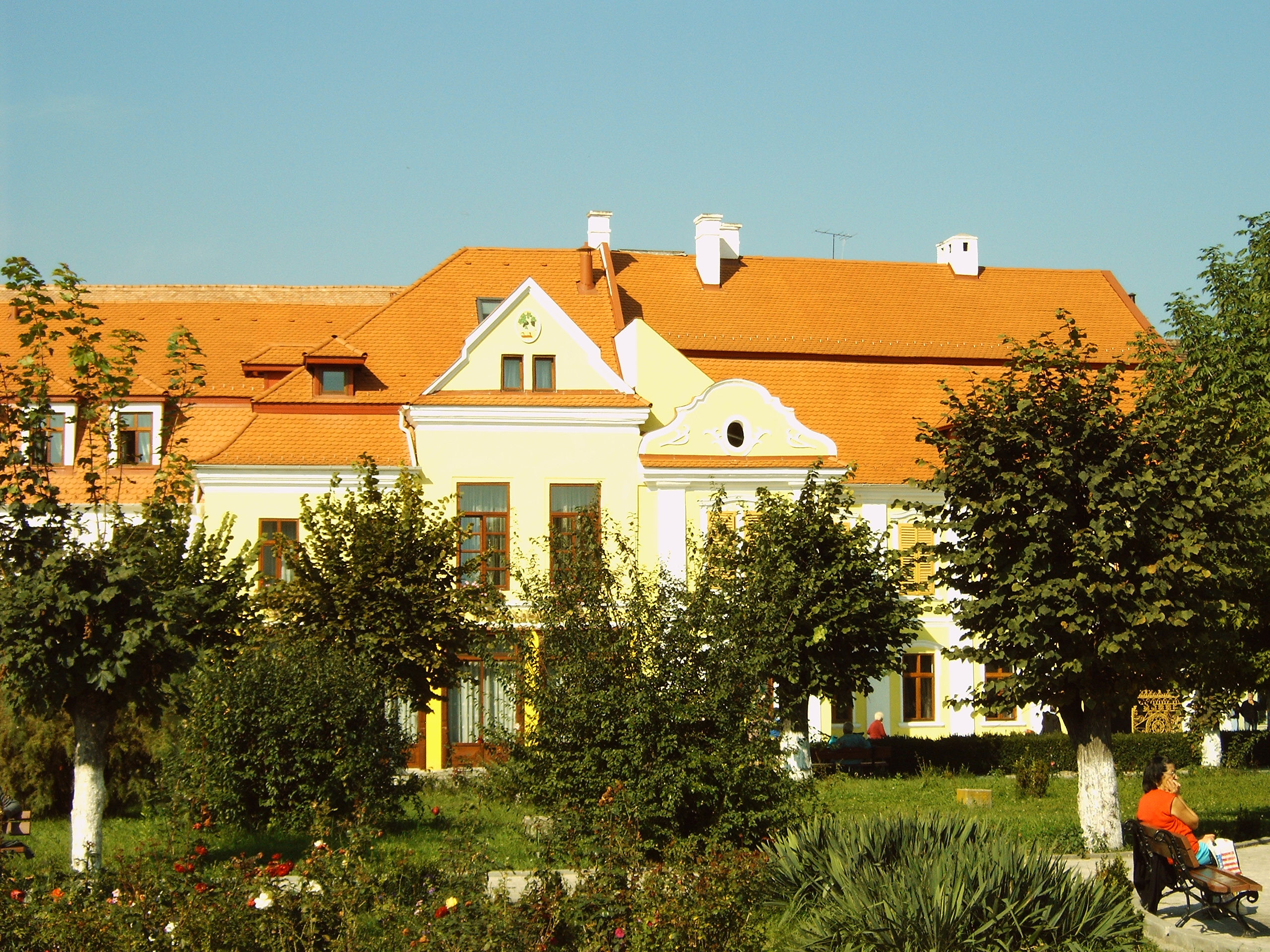
A Traube szálló

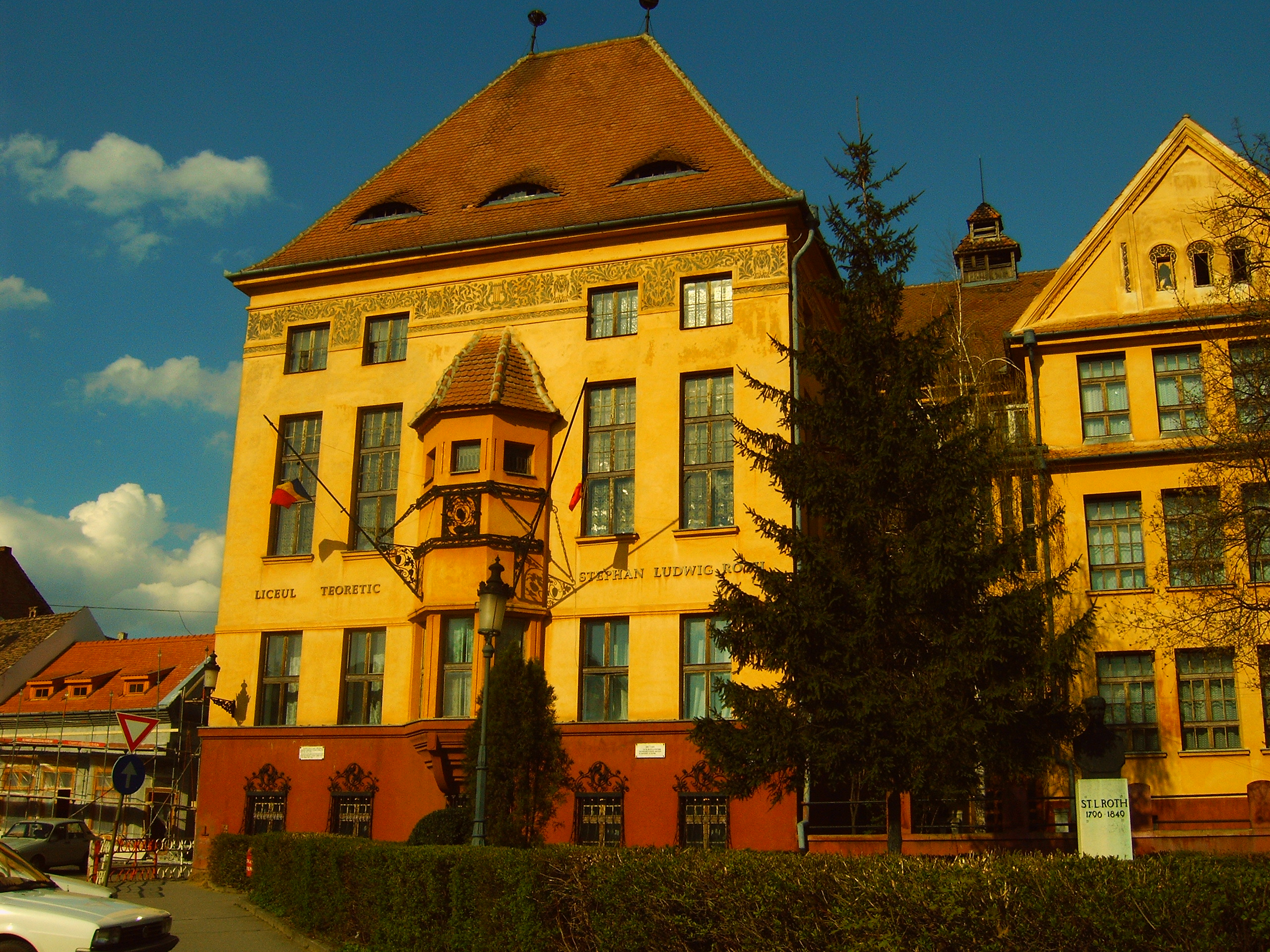
A Stephan Ludwig Roth Elméleti Líceum

Szeben megye második legnépesebb települése.
Népességtörténeti adatok nemzetiségi (anyanyelvi) eloszlásban:
Felekezeti megoszlás szerint 1850-ben 2806 evangélikus, 1008 görögkatolikus, 878 ortodox, 328 római katolikus és 186 református, míg 2002-ben 40 897 ortodox, 3477 református, 2494 görögkatolikus, 2205 római katolikus, 929 pünkösdista, 883 evangélikus, 703 baptista, 644 unitárius, 491 evangéliumi keresztény és 319 adventista lakosa volt.

## Látnivalók

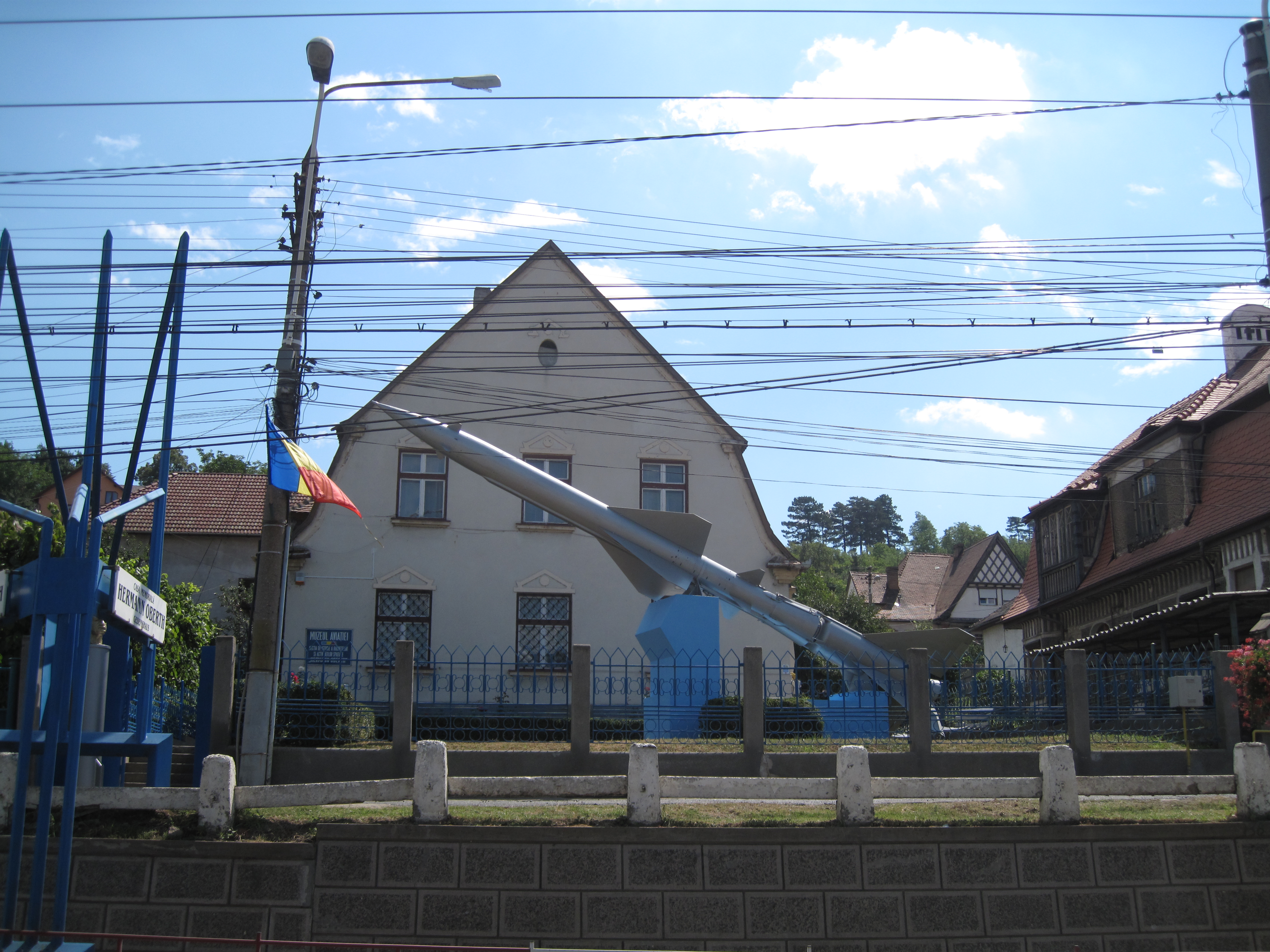
Hermann Oberth emlékmúzeuma

- Az evangélikus templom, az erdélyi gótika egyik jelentős alkotása. Ferde tornya a város jelképe. A templomot  öt toronnyal erődített falgyűrű veszi körül.
- A főtéri Schuller-ház, a legjelentősebb reneszánsz polgárház Erdélyben
- A római katolikus (volt ferences) templom (gótikus–barokk) és a mellette álló volt kolostorépület épülete (ma városi múzeum)
- Az 1485 méter hosszan megmaradt városfal. Több tornya közül a legérdekesebbek a déli Forkesch-kaputorony és az északi Steingässer-torony.
- A főtéren a volt piarista gimnázium épülete
- Stephan Ludwig Roth-emlékház
- A Stephan Ludwig Roth Elméleti Líceum (a volt szász evangélikus gimnázium) épülete (szecessziós, 1910–12)
- Hermann Oberth-emlékház
- A volt huszárkaszárnya
- Az evangélikus gimnázium egykori tornaterme

### Tornyok

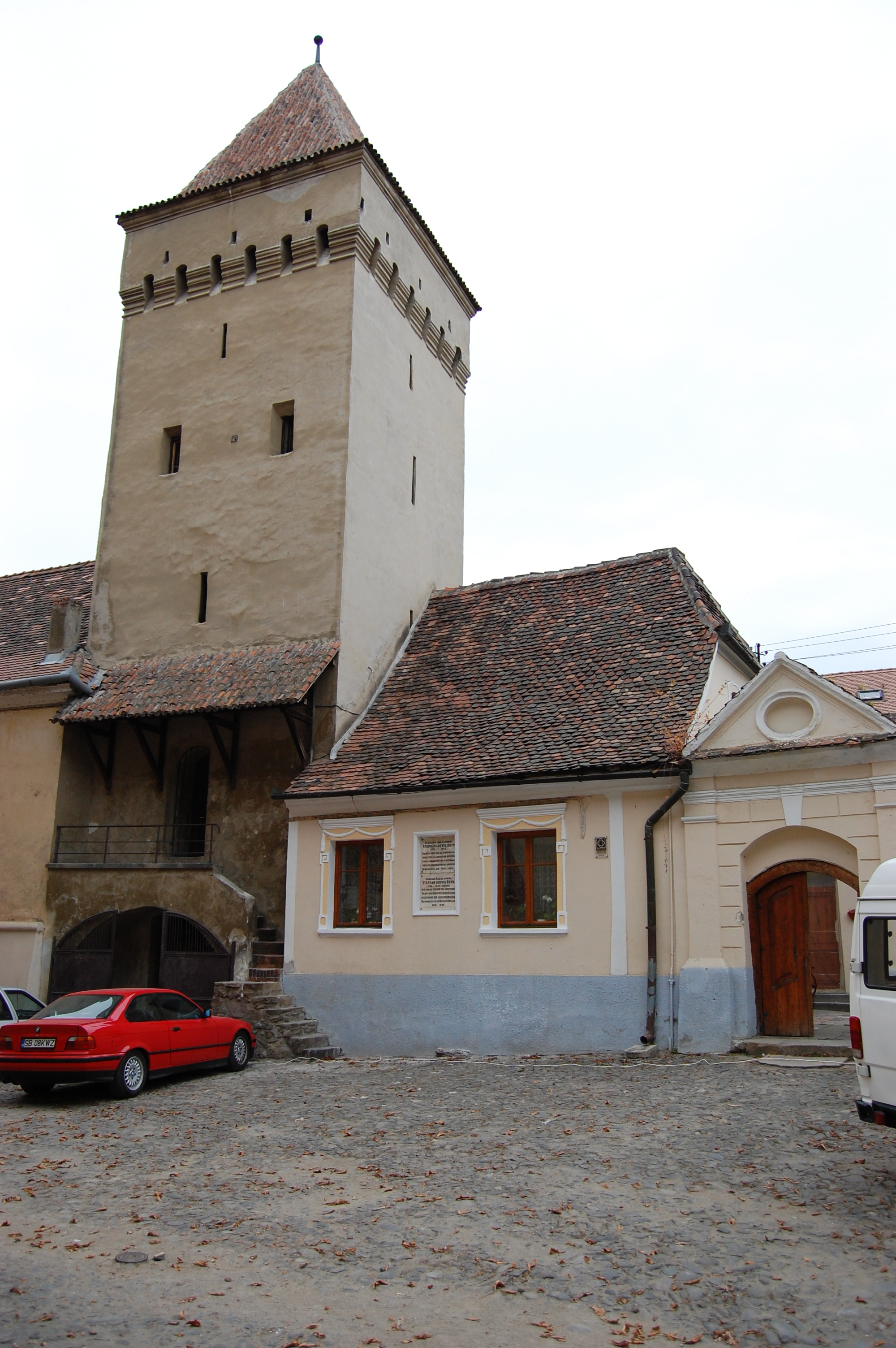
A Seilerturm és Stephan Ludwig Roth szülőháza
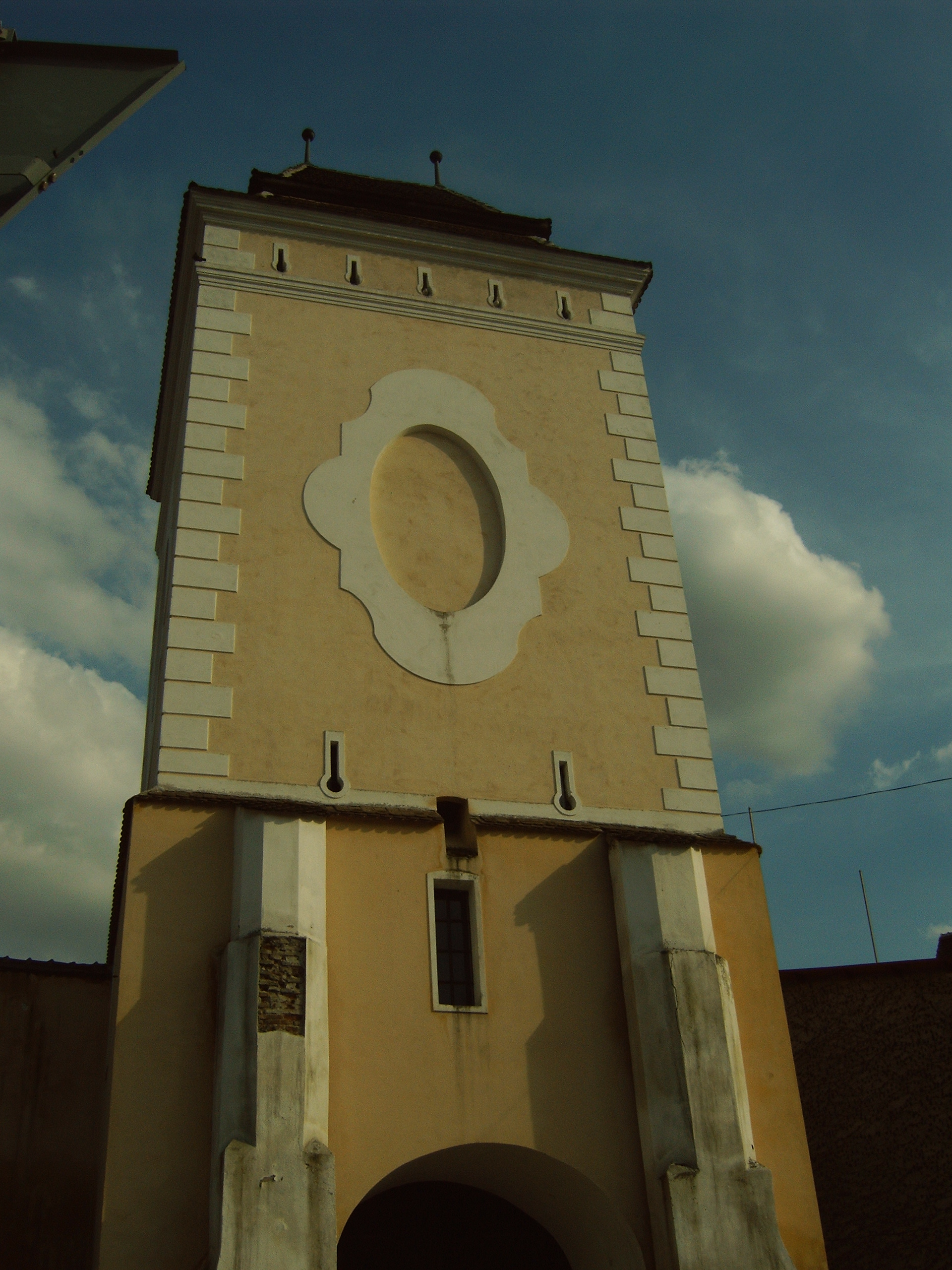
A Steingässer-torony
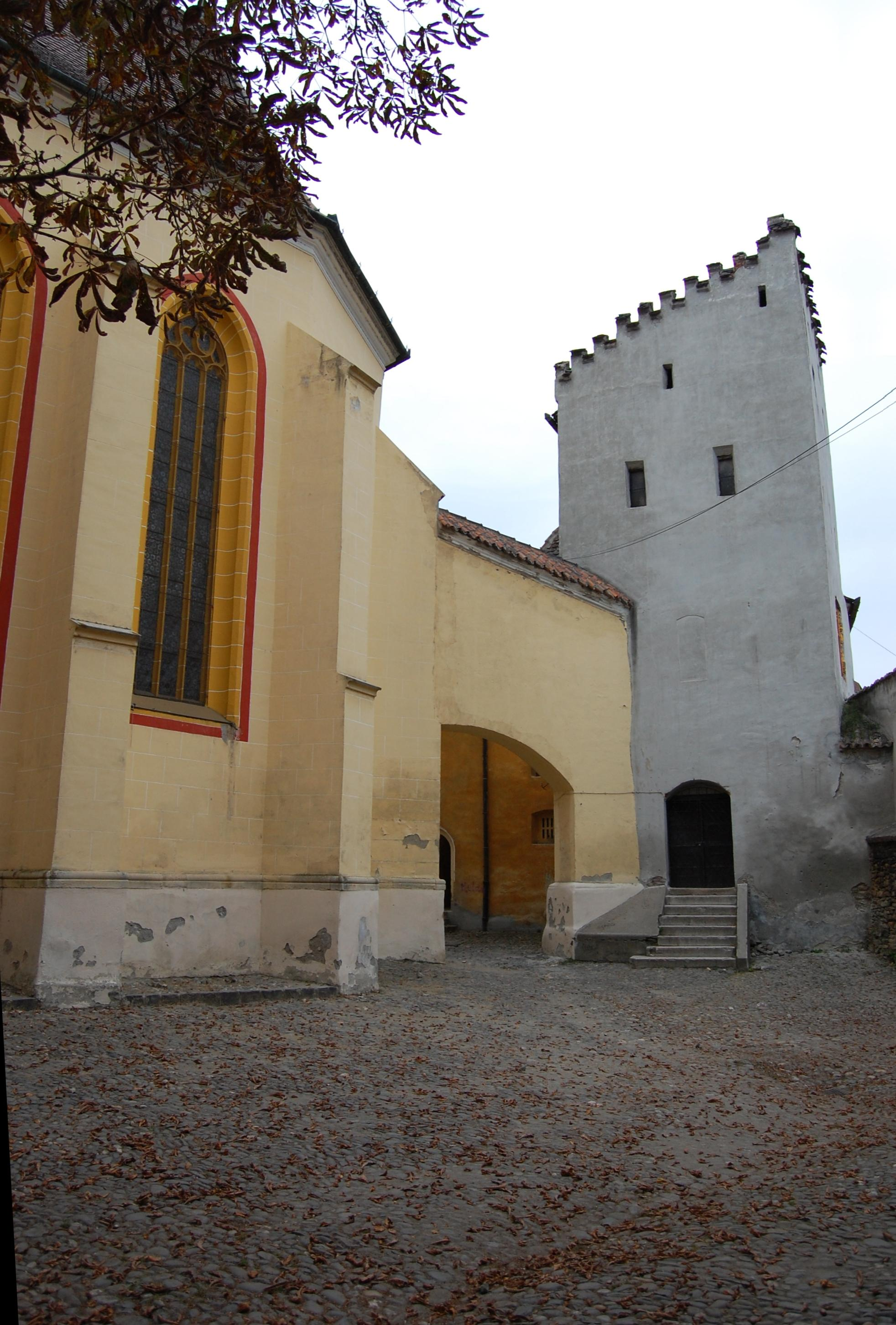
A Marienturm (Mária-torony)
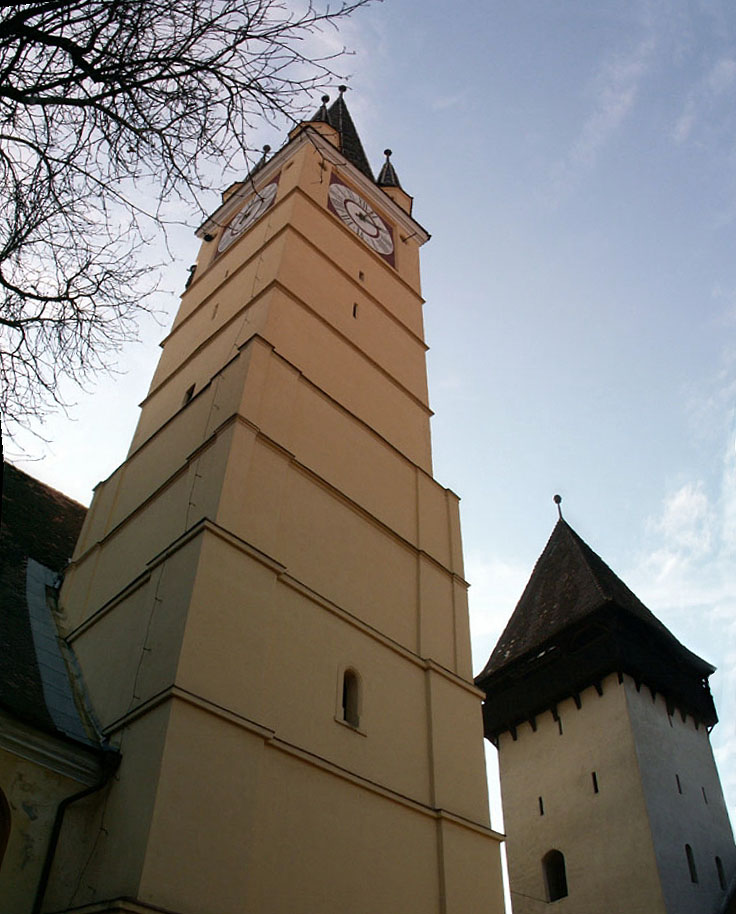
Az evangélikus templom ferde tornya
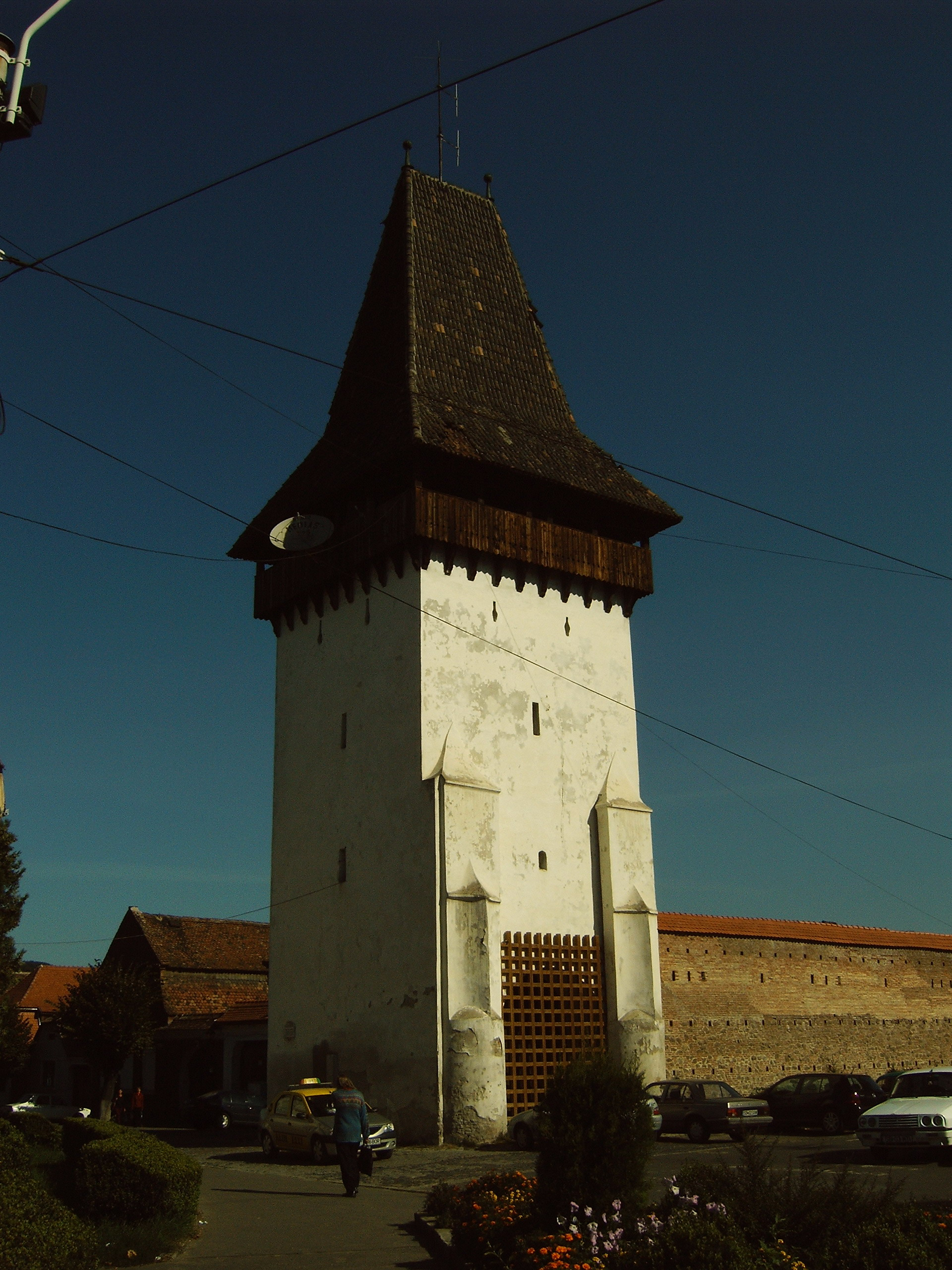
A Forkesch-kaputorony

## Gazdaság
- Medgyes a romániai gázipar központja. Itt székelnek a gáz kitermelésért, elosztásáért, tározásáért, kereskedelméért, a földgázkutatásért és a hálózat karbantartásáért felelős vállalatok: a Romgaz, a Transgaz, a Dafora és az Exprogaz.
- Salconserv szalámi-, felvágott- és konzervgyár. Elődje, Josef Theil szalámigyára 1895-ben alakult. 2006 és 2008 között korszerűsítették, Kapacitása 2010-ben napi hatvan tonna húskészítmény és harminc tonna konzerv előállítására volt alkalmas. Országszerte tizenegy márkaboltot üzemeltet.[9]
- Vitrometan öblösüveggyár: poharak, vázák, mécsestartók[10]
- Geromed síküveggyár[11]
- Emailul kerámia- és teflongyár[12] 2008-ban 1200 dolgozója volt.[13]
- Kromberg & Schubert vezetékköteggyár (2005 óta)[14]
- Automecanica autókarosszéria-gyár[15]

## Oktatás
- A városban tizenegy általános iskola működik, köztük a magyar tannyelvű Báthory István Általános Iskola.
- Gázipari Országos Iskolaközpont, a műszaki tagozaton részben magyar tannyelvvel.[16]
- Stephan Ludwig Roth Elméleti Líceum (a volt evangélikus gimnázium épületében), román és német tagozattal[17]
- Axente Sever Elméleti Líceum (a volt szász mezőgazdasági iskola jogutódja).[18] 1996-ig német, 2000-ig magyar tagozata is volt.
- Mediensis könnyűipari technikum.[19]
- gépipari iskolaközpont

## Sport
- Labdarúgás: CS Gaz Metan Mediaș – első ligás
- Kosárlabda: Gaz Metan Mediaș – első ligás

## Média
A városban két helyi rádió (Radio Mediaș és Radio Ring), egy helyi tv-adó (Nova Tv) és három hetilap (Monitorul de Mediaș, Jurnal de Weekend és Medieșeanul) működik.

## Közlekedés

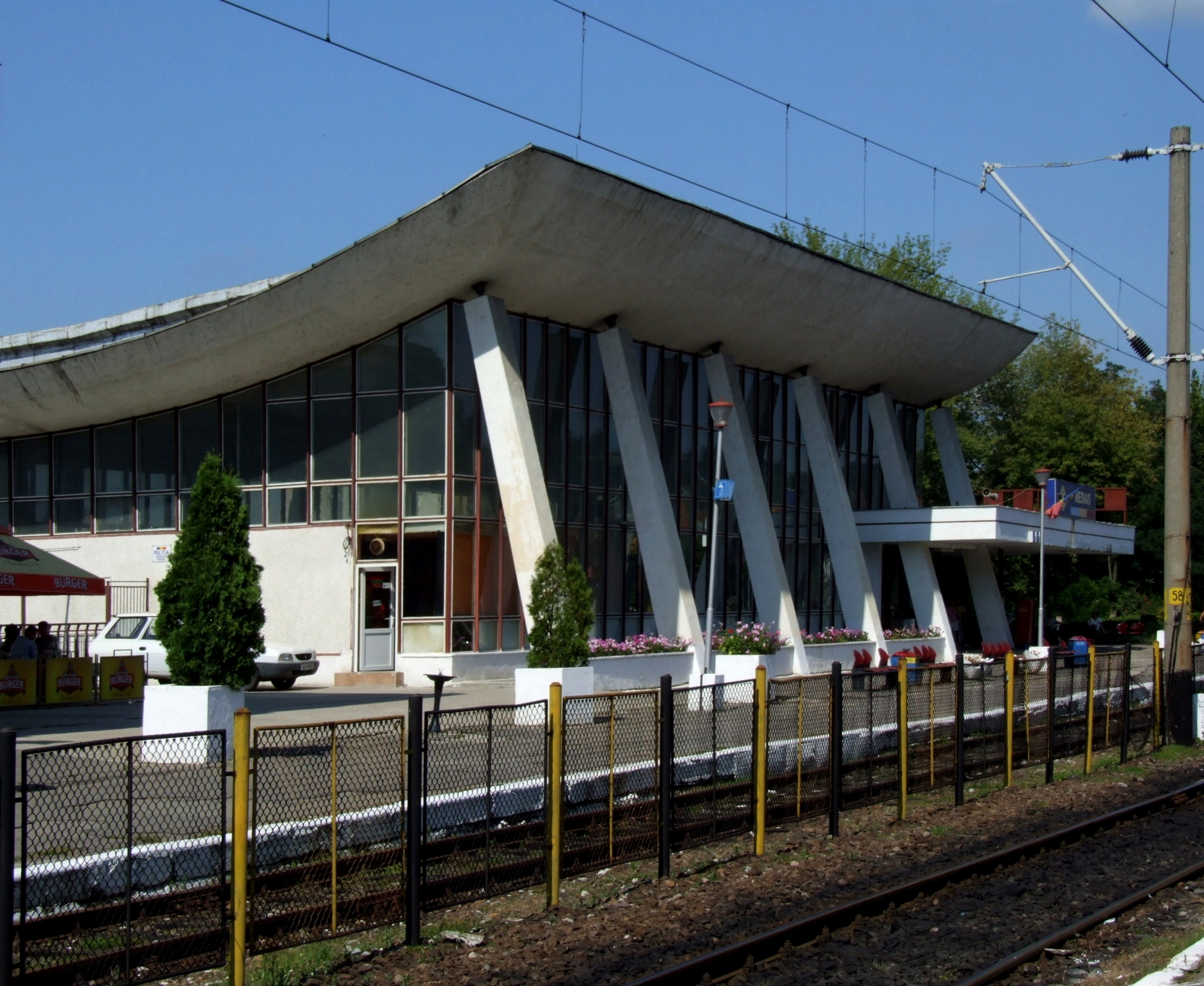
Az 1963–65-ben épült vasútállomás
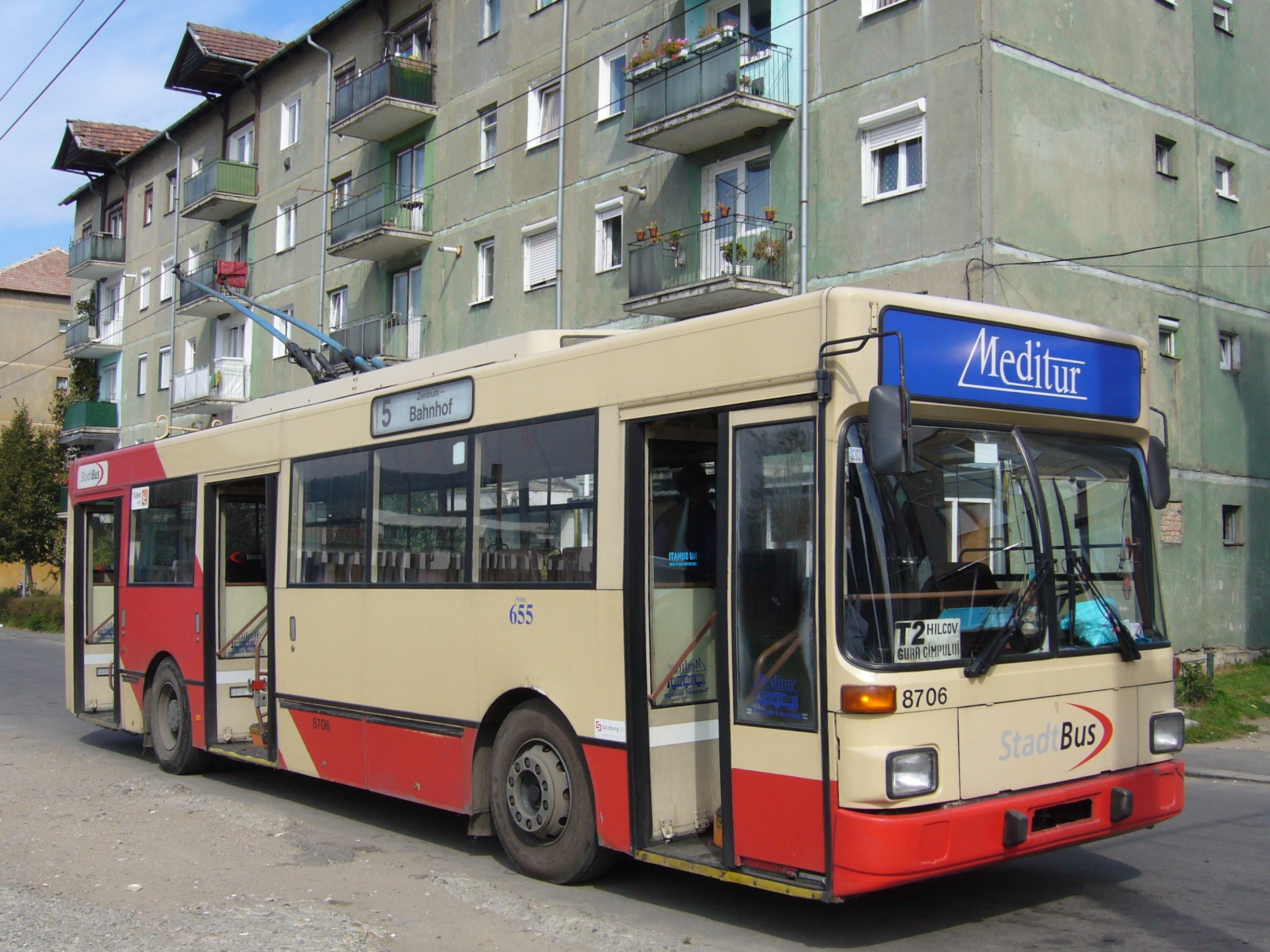
Gräf & Stift trolibusz

A város helyi közlekedés gerincét a trolibuszvonal-hálózata adja.

## Híres emberek
- Innen származott Piso Jakab humanista.
- Itt ölték meg ellenfelei 1534. szeptember 29-én Lodovico Gritti kormányzót, politikai kalandort, János király bizalmasát.
- Itt élt Christian Schesaeus (1535–1585) humanista.
- Itt született 1569. január 13-án Michael Weiss brassói főbíró.
- Itt élt Lorenz Töppelt (1641–1670) történetíró.
- Itt született Andreas Graffius erdélyi szász evangélikus lelkész (17. század első fele).
- Itt született és élt Stephan Auner orvos (17-18. század).  Lipcsében és Wittenbergben, ahol 1712-ben avatták orvosdoktorrá. Nyomtatásban megjelent munkái: Disputatio anatomica de pulmone (Vittebergae, 1710) illetve Dissertatio inaug. medica de vulneribus eorundemque symptomatis (Vittebergae, 1712)[20]
- Itt született 1778-ban Paul Traugott Meissner gyógyszerész és kémikus.
- Itt született 1796. november 24-én Stephan Ludwig Roth politikus, pedagógus, lelkész, közösségépítő.
- Itt született 1889. május 14-én Binder Ottó huszártábornok, olimpikon és nemzetközi szinten is elismert versenylovas.
- Itt született 1892. február 18-án Lám Béla író, gépészmérnök, Csinszka első vőlegénye.
- Itt született 1910. március 29-én Kecskés József közgazdász, közgazdasági szakíró, gazdaságtörténész.
- Itt született 1911. október 5-én Carl Göllner történész.
- Itt született 1920. november 10-én Kocziány László magyar irodalomtörténész.
- Itt született 1930-ban T. Szűcs Ilona festőművész.
- Itt született 1937. június 2-án Nagy Károly református lelkipásztor, egyházi és sakktörténeti író.
- Itt született 1939. szeptember 16-án Nemes Levente színész.
- Itt született 1944. május 20-án Ágoston Hugó író, publicista.
- Itt született 1951. november 8-án Adrian Andrei Rusu művészettörténész.
- Itt született 1952. december 23-án Patrubány Miklós politikus.
- Itt született 1962. június 12-én Bokor Tibor politikus.
- Itt született 1963. április 7-én Mihaela Tatu televíziós műsorvezető.
- Medgyes híres polgármestere Michael Conrad von Heydendorf) (1695–1697, 1701–1702, 1703–1707).

## Testvérvárosai
- Głogów, Lengyelország (1992 óta)
- De Fryske Marren, Hollandia (1995 óta)
- Mineral Wells, Amerikai Egyesült Államok (2005 óta)
  -  Dabrowa Gornicza, Lengyelország (2018 óta)
- Sopron, Magyarország (1993 óta)
- Cricova, Moldova (2018 óta)
- Wittenberg, Németország (2019 óta)

## Galéria
Medgyesi szász viseletek a 20. század elején (Adler Lipót felvételei)

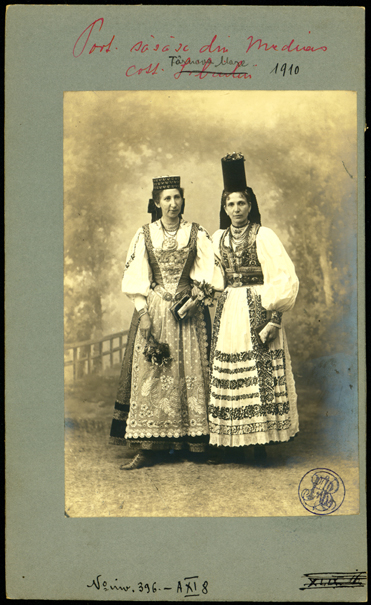
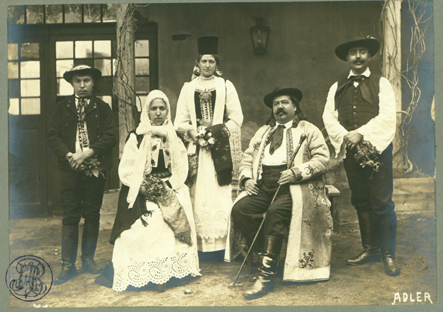
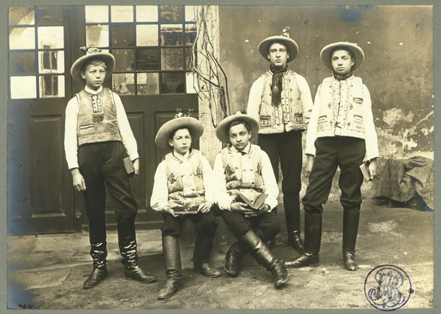
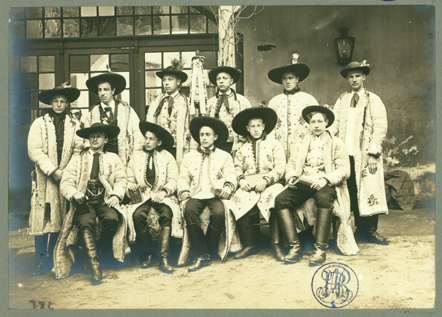